# Aeroporto de Propriá
O Aeroporto Municipal de Propriá (IATA: ***, ICAO: ****) foi um aeroporto, localizado no município de Propriá, no estado de Sergipe. Situado a 81 quilômetros da capital Aracaju.
Possui uma pista de 1200m, com 30m de largura, sendo toda asfaltada. Até o momento da sua desativação, não era operado nenhum voo comercial.
O código ICAO (SNOP) não é mais utilizado pelo aeródromo que está fechado. Esse mesmo código (SNOP) é utilizado pelo Aeródromo Vale da Providência, localizado em Rondolândia/MT.